# 埃尔米
埃尔米（法語：Hermies，法語發音：[ɛʁmi]）是法国上法蘭西大區加来海峡省的一个市镇，属于阿拉斯区。

## 地理
埃尔米（50°6'43"N, 3°2'16"E）面积13.05 平方千米，位于法国上法蘭西大區加来海峡省，该省份为法国北部沿海省份，西北濒北海，南至索姆省，东临北部省。
与埃尔米接壤的市镇（或旧市镇、城区）包括：布尔西、吕约尔库尔、杜瓦尼、博梅莱康布雷、贝当古、阿夫兰库尔。

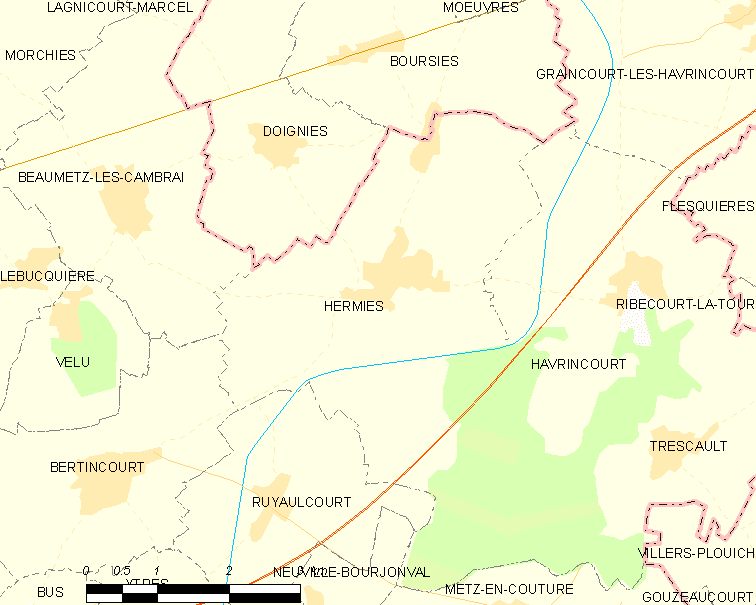
埃尔米的OSM定位图

埃尔米的时区为UTC+01:00、UTC+02:00（夏令时）。

## 行政
埃尔米的邮政编码为62147，INSEE市镇编码为62440。

## 政治
埃尔米所属的省级选区为巴波姆县。

## 人口

1962-2008年间埃尔米人口变化图示

埃尔米于2022年1月1日时的人口数量为1076人。